# Římskokatolická farnost Vrcholtovice
Římskokatolická farnost Vrcholtovice je zaniklým územním společenstvím římských katolíků v rámci táborského vikariátu Českobudějovické diecéze.

## O farnosti

### Historie
Plebánie je ve Vrcholtovicích poprvé doložena v roce 1352. Ta později zanikla. Až v roce 1740 byla zde zřízena samostatná farnost. Ta původně patřila do pražské arcidiecéze. V roce 1993 byla převedena do diecéze českobudějovické. Farnost zanikla ke dni 31. prosince 2019, jejími posledními správci byli P. Piotr Jerzykiewicz MS (2007–2009) a R.D. Mgr. Jaroslav Karas (2009–2019).

### Současnost
Právním nástupcem farnosti je od 1. ledna 2020 farnost v Mladé Vožici, jejímž administrátorem je R. D. Vojtěch Blažek.
| Kostel                     | Místo        | Bohoslužba          | Bohoslužba | Poznámka     |
| -------------------------- | ------------ | ------------------- | ---------- | ------------ |
| Kostel Nejsvětější Trojice | Vrcholtovice | neděle 1x za 14 dní | 11.00      | farní kostel |